# Cavalerii Mesei Rotunde

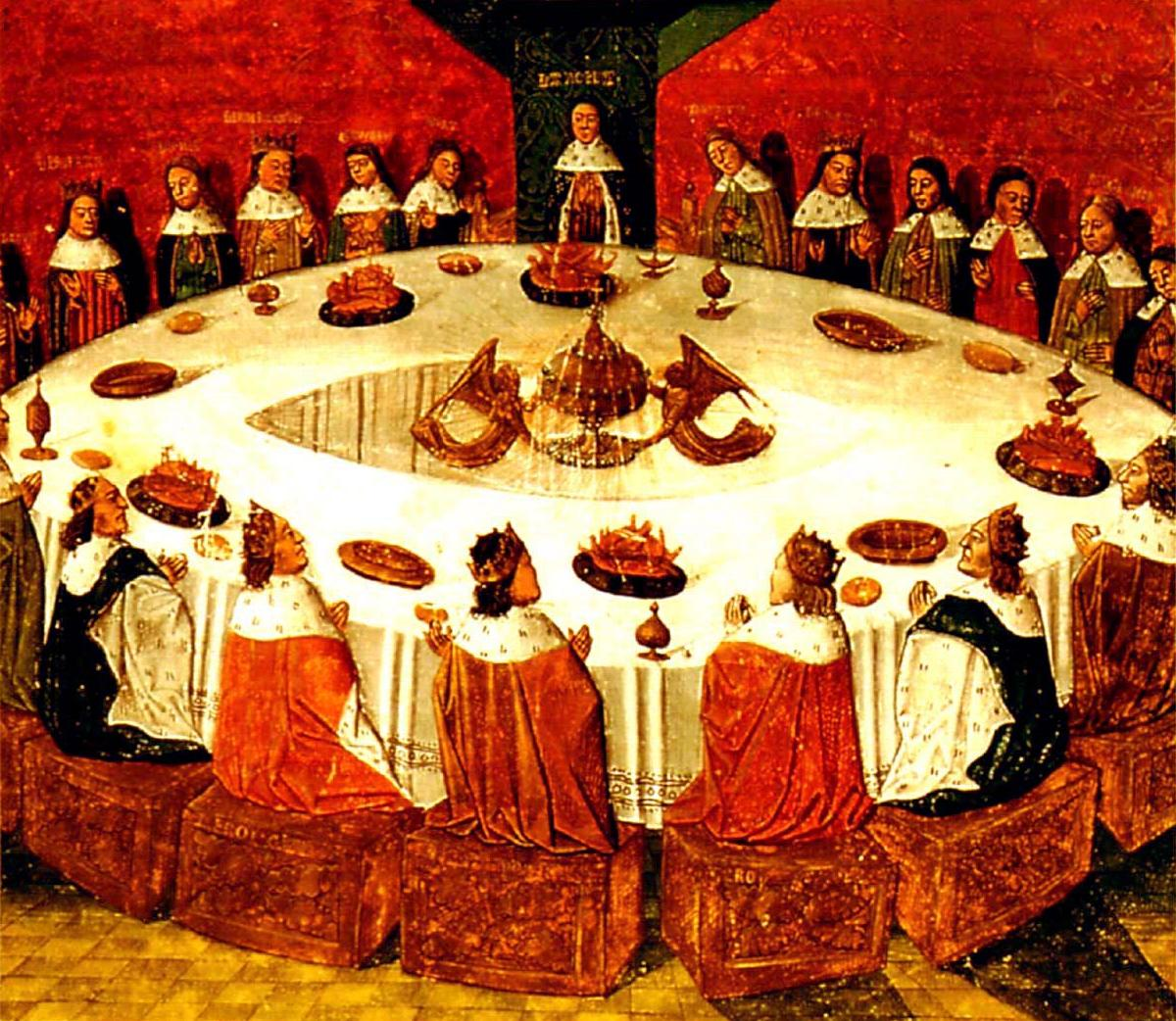
Cavalerii Mesei Rotunde

În mitul arthurian, Masa Rotundă era masa în jurul căreia se adunau regele Arthur și cavalerii săi. După cum sugerează și numele, ea nu avea o căpetenie, și deci toți cei care stăteau în jurul ei ocupau poziții egale. Masa a fost descrisă pentru prima dată în 1155 de către poetul Wace, care s-a bazat pe reprezentări mai vechi ale suitei legendelor despre Arthur. Simbolismul  Mesei Rotunde s-a dezvoltat de-a lungul timpului; până spre sfârșitul secolului al XII-lea a ajuns să fie simbolul ordinului cavaleresc asociat curții lui Arthur, Cavalerii Mesei Rotunde. La masă se află și "scaunul pericolului". Prima mențiune despre acesta apare în lucrarea lui Robert de Boron, prin anul 1200. El descrie un scaun neocupat la Masa Rotundă, rezervat cavalerului al cărui destin este să găsească Sfântul Graal .Oricine se așeza acolo fără a avea dreptul, murea. În lucrarea lui Boron, eroul Graalului Perceval.

## Lista Cavalerilor Mesei Rotunde
Numărul cavalerilor care stăteau la Masa Rotundă varia în funcție de autor și legendă: între 25 și 50, de la 150 la 1600 în diferite istorisiri. Robert de Boron a făcut o listă cu 13 cavaleri - o aluzie clară la Iisus și cei 12 Apostoli.
Cei mai cunoscuți cavaleri din diferite versiuni sunt:
1. Galahad: Cel mai nobil Cavaler al Mesei Rotunde, caracterul și onoarea sa sunt celebre.Este descendent al lui Iosif din Arimateea.Fiul lui Lancelot și al Elenei.
2. Perceval: Principalul erou în primele povesti despre Graal.Cunoscut ca "Clovnul perfect".
3. Pellinore: Rege, loial Regelui Arthur și tatăl lui Perceval.L-a ucis pe Regele Lot și l-au lovit nenorocirile.
4. Lionel: Fratele lui Sir Bors și vărul lui Lancelot.Și-a susținut vărul împotriva lui Arthur.
5. Bedivere: Șeriful din Logres și însoțitorul lui Arthur.S-a născut în Normandia și a fost îngropat la Bayeux.
6. Kay: Unul dintre primii cavaleri ai Regelui Arthur.El a fost majordomul și fratele adoptiv al lui Arthur.
7. Tristan: Potrivit legendei, mormântul său se află aproape de Fowey.Nepotul Regelui Mark din Cornwall.
8. Bors: Fiul Regelui Bohort. Singurul cavaler care s-a întors la Camelot (cetatea Regelui Arthur) după ce a văzut Graalul.
9. Gawain: Cel mai mare dintre fiii Regelui Lot din Orkney și prietenul lui Lancelot.
10. Lancelot: Adoptat de Doamna Lacului (Viviane, fiica Regelui din Northumberland, îi dă sabia Excalibur lui Arthur și este partenera lui Merlin, căruia se spune că i-a furat secretele magice) și crescut de aceasta, el i-o prezintă lui Arthur.Va avea o dragoste imposibila cu Guinevere (Fiica Regelui Leodegrance din Cameliard și soția lui Arthur).El este cel mai puternic cavaler al lui Arthur, simbolizând forța dar și slăbiciunea Mesei Rotunde.Relația cu soția lui Arthur va dezbina Masa Rotundă.
11. Mordred: Fiul incestuos al lui Arthur (cu Morgana sau Morgeuse, ambele surorile lui Arthur).Este trădătorul din legendă.El corupe și ruinează Curtea Regelui Arthur (împins de Morgana în unele legende).
12. Arthur: Fiul lui Uther Pendragon și a lui Igraine, este un idealist genial și războinic infailibil.Posedă sabia magică Excalibur.A fost acceptat rege datorită magiei lui Merlin și a respins invazia anglo-saxonilor.Este modelul regelui ideal.
13. Merlin: Vrăjitor galez (pe jumătate om pe jumătate demon) și personaj central în legendele arthuriene.Sfetnic al lui Uther și Arthur, își petrece ultimele zile în pădurea Broceliande, cu partenera sa, Viviane.